# قرية الطلاب
قرية الطلاب، هي قرية ليبية، وتقع في محافظة الكفرة جنوب شرق البلاد، وتبعد عن مدينة الكفرة 50 كم، وتشتهر بكونها منطقة زراعية.